# Saint-Jean-Saint-Nicolas
Saint-Jean-Saint-Nicolas ist eine französische Gemeinde im Département Hautes-Alpes in der Region Provence-Alpes-Côte d’Azur. Sie gehört zum Kanton Saint-Bonnet-en-Champsaur im Arrondissement Gap.

## Geographie
Durch Saint-Jean-Saint-Nicolas fließt der Drac. Die Gemeinde grenzt im Norden an Champoléon, im Osten an Orcières, im Süden an Ancelle und Saint-Léger-les-Mélèzes, im Südwesten an Chabottes sowie  im Westen an Saint-Michel-de-Chaillol.

## Bevölkerungsentwicklung
| Jahr      | 1962 | 1968 | 1975 | 1982 | 1990 | 1999 | 2008 | 2012 |
| --------- | ---- | ---- | ---- | ---- | ---- | ---- | ---- | ---- |
| Einwohner | 718  | 695  | 746  | 823  | 865  | 781  | 941  | 992  |

## Sehenswürdigkeiten
- Gutshaus Prégentil, Monument historique
- Kirche Saint-Benoît im Ortsteil Chabottonnes
- Kirche Saint-Jean-Baptiste im Ortsteil Saint-Jean
- Kirche Saint-Nicolas im Ortsteil Saint-Nicolas

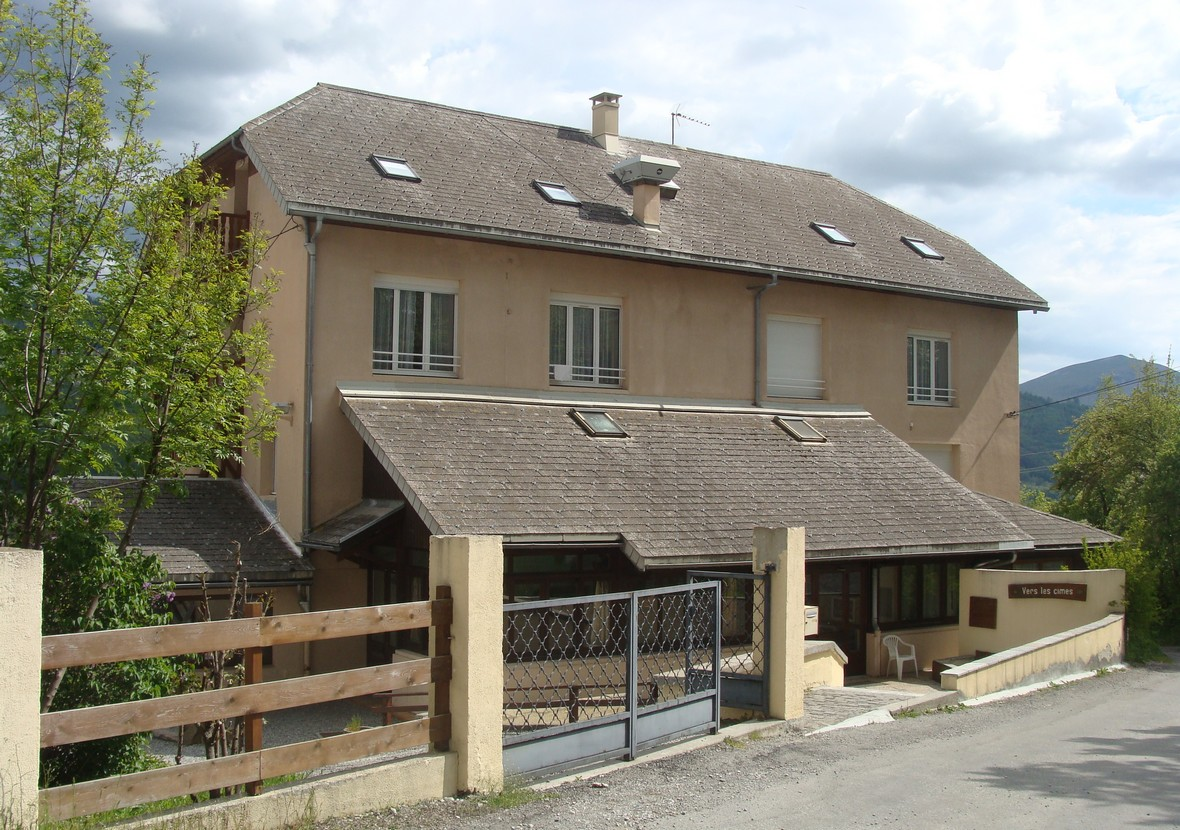
Chabottonnes
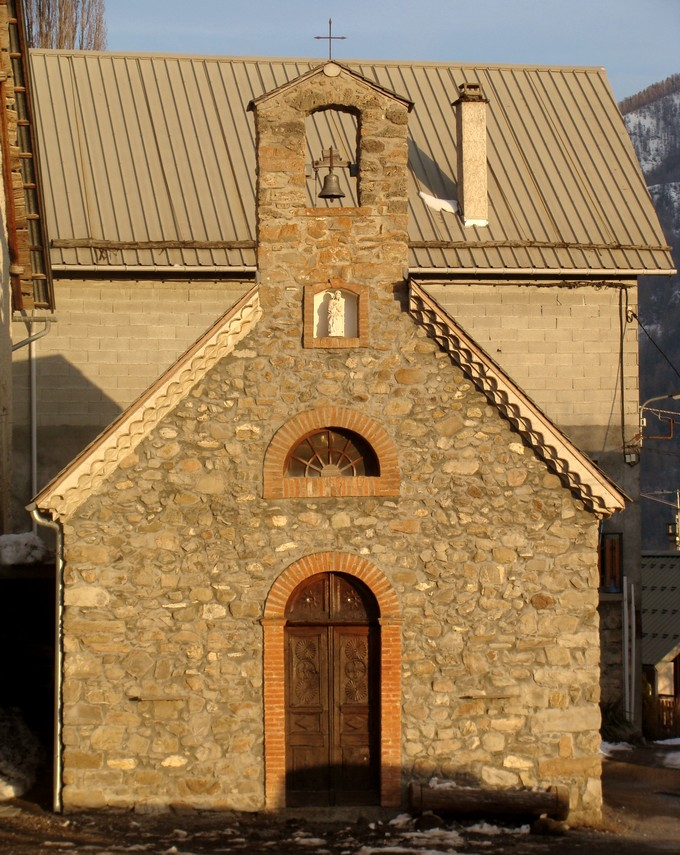
Chapelle des Ranguis
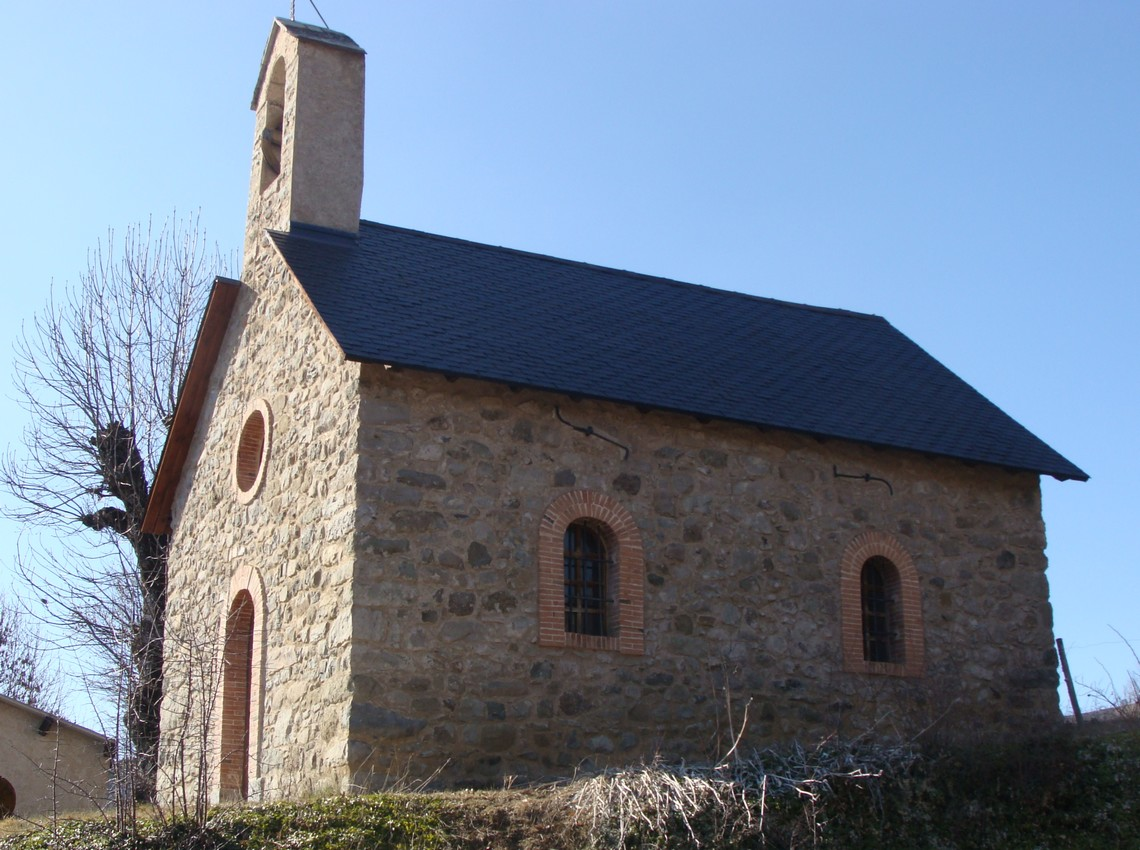
Chapelle du Frène
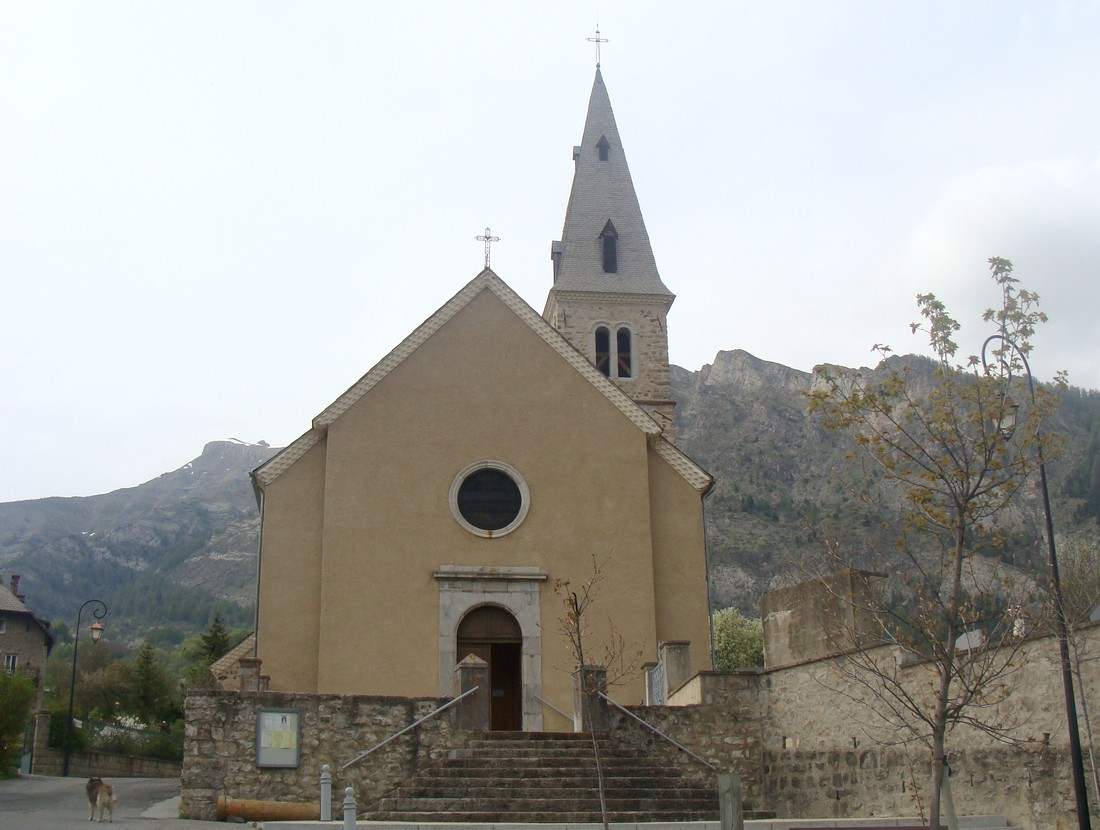
Kirche Saint-Nicolas
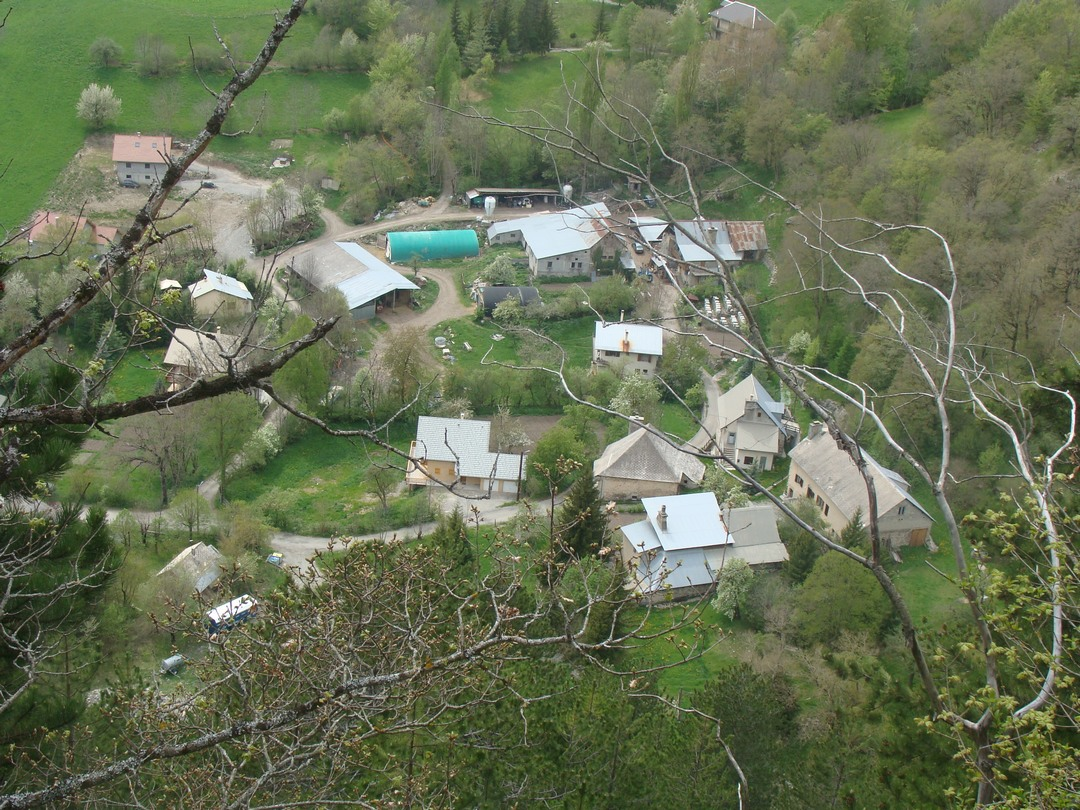
Montorcier
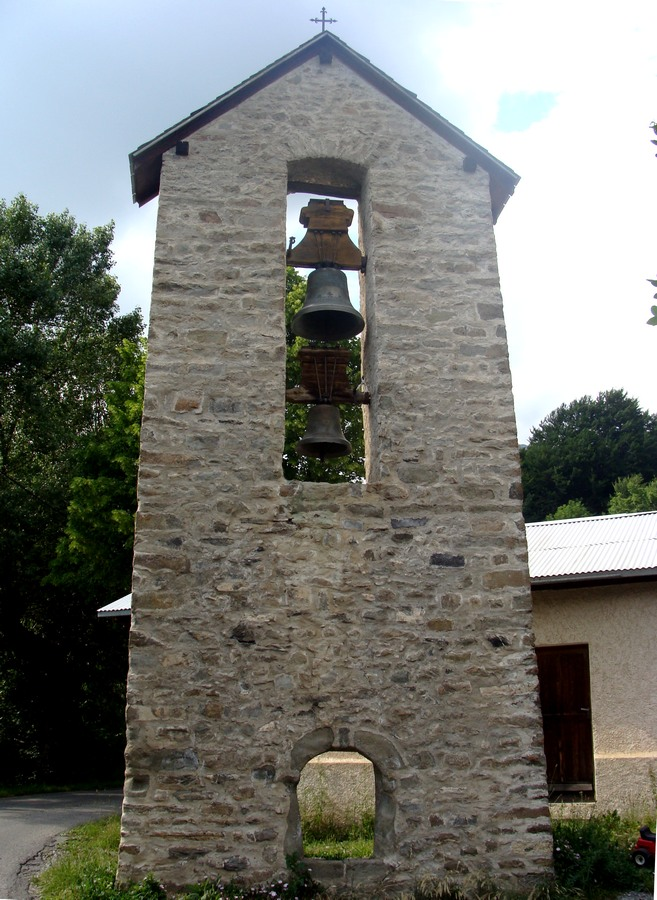
Glockenturm von Saint-Nicolas-les-Reynauds